# Avenue Colonel Daumerie
L'avenue Colonel Daumerie est une rue bruxelloise de la commune d'Auderghem (côté pair) et de Woluwe-Saint-Pierre (impair) qui débute avenue de Tervueren et se termine chemin de Putdael sur une longueur de 280 mètres.
La numérotation des habitations va de 5 à 17 pour le côté impair et de 8 à 34 pour le côté pair.

## Historique et description

### Les Trois Couleurs
Depuis la fin du XIXe siècle, Jef Verbruggen exploitait un café-restaurant-laiterie au coin de l'avenue de Tervueren et de l'actuelle avenue Daumerie ; il l'appela Aux Trois Couleurs et décora l'entrée de son établissement avec des drapeaux tricolores belges.
Son restaurant était apprécié pour sa kermesse aux boudins et les petites promenades avec des poneys aux alentours. Ceci contribuait à l'amusement de tous. Le quartier était devenu un pôle d'attraction pour d'innombrables citadins. C'est pourquoi ledit quartier porta vite le nom de Trois Couleurs, donné par la population. L'homme en profita pour demander que ce chemin portât ce nom, ce qui fut accordé en janvier 1901[réf. souhaitée]. L'actuel restaurant Trois Couleurs est un établissement différent.

### Chemin des Trois Couleurs
Une voie forestière proche porte toujours le nom de chemin des Trois Couleurs. Elle relie l'avenue à la chaussée de Tervueren[réf. souhaitée].

### Colonel Daumerie
Pendant quasiment la première moitié du XXe siècle, Auderghem a donné un autre nom à cette avenue[réf. souhaitée]. En 1945 et 1946, les communes de Woluwe-Saint-Pierre et Auderghem décident de la baptiser avenue Colonel Daumerie en la mémoire du résistant Auderghemois, le Colonel Daumerie, fusillé par les Allemands pendant la Seconde Guerre mondiale.